# 34677 Hunterwilliams
34677 Hunterwilliams è un asteroide della fascia principale. Scoperto nel 2000, presenta un'orbita caratterizzata da un semiasse maggiore pari a 3,052410 UA e da un'eccentricità di 0,132533, inclinata di 13,515549° rispetto all'eclittica. Ha un diametro di 5,798 km.